# زیردریایی یو-۳۵۳
زیردریایی یو-۳۵۳ (به انگلیسی: German submarine U-353) یک زیردریایی بود که طول آن ۶۷٫۱ متر (۲۲۰ فوت ۲ اینچ) بود. این زیردریایی در سال ۱۹۴۱ ساخته شد.